# 鈴木朝美
鈴木 朝美（すずき あさみ、 1981年12月7日 - ）は、神奈川県出身の日本の女性タレントである。

## 人物
- 1981年（昭和56年）、神奈川県生まれ。
- 2001年（平成13年）10月から、テレビのバラエティー番組 『ワンダフル』（TBS）に、「ワンギャル」（5期生）のひとりとして、翌年までレギュラー出演した。
- 元イトーカンパニー所属。